# Serie A 1979/1980
Serie A i fotboll 1979/1980 vanns av FC Internazionale Milano.
| Vinnare av Serie A 1979/1980         |
| ------------------------------------ |
| FC Internazionale Milano 12:e titeln |
|                                      |

## Slutställning
| P   | Lag                          | Spelade | Vinst | Oavgjort | Förlust | Gjorda mål | Insläppta mål | Målskillnad | Poäng | Notering            |
| --- | ---------------------------- | ------- | ----- | -------- | ------- | ---------- | ------------- | ----------- | ----- | ------------------- |
| 1.  | FC Internazionale Milano (C) | 30      | 14    | 13       | 3       | 44         | 25            | +29         | 41    | Till Europacupen    |
| 2.  | Juventus FC                  | 30      | 16    | 6        | 8       | 42         | 25            | +17         | 38    | Till UEFA-cupen     |
| 3.  | Torino FC                    | 30      | 11    | 13       | 6       | 26         | 15            | +11         | 35    | Till UEFA-cupen     |
| 4.  | Ascoli Calcio 1898           | 30      | 11    | 12       | 7       | 35         | 28            | +7          | 34    |                     |
| 5.  | ACF Fiorentina               | 30      | 11    | 11       | 8       | 33         | 27            | +6          | 33    |                     |
| 6.  | AS Roma                      | 30      | 10    | 12       | 8       | 34         | 35            | -1          | 32    | Till Cupvinnarcupen |
| 7.  | Bologna FC 1909              | 30      | 8     | 14       | 8       | 23         | 24            | -1          | 30    |                     |
| 7.  | Cagliari Calcio              | 30      | 8     | 14       | 8       | 27         | 29            | -2          | 30    |                     |
| 7.  | Perugia Calcio               | 30      | 9     | 12       | 9       | 27         | 32            | -5          | 30    |                     |
| 10. | SSC Napoli                   | 30      | 7     | 14       | 9       | 20         | 20            | 0           | 28    |                     |
| 11. | US Avellino                  | 30      | 7     | 13       | 10      | 24         | 32            | -8          | 27    |                     |
| 12. | FC Catanzaro                 | 30      | 5     | 14       | 11      | 20         | 34            | -14         | 24    |                     |
| 13. | Udinese Calcio               | 30      | 3     | 15       | 12      | 24         | 38            | -14         | 21    |                     |
| 14. | Pescara Calcio               | 30      | 4     | 8        | 18      | 18         | 44            | -26         | 16    | Till Serie B        |
| 15. | AC Milan                     | 30      | 14    | 8        | 8       | 34         | 19            | +15         | 36    | Till Serie B        |
| 16. | SS Lazio                     | 30      | 5     | 15       | 10      | 21         | 25            | -4          | 25    | Till Serie B        |